# Molotov (grup)
Molotov és un grup musical mexicà de rock format el 1995 i conformat per Micky Huidobro, Tito Fuentes, Randy Ebright i Paco Ayala.
El seu primer àlbum, ¿Dónde jugarán las niñas? (1997), va registrar més d'un milió de còpies venudes. Va ser assenyalat com un dels millors àlbums en 1997 per diversos mitjans estatunidencs, on van comparar la música del quartet amb altres bandes ja establertes com Beastie Boys, Rage Against the Machine i Red Hot Chili Peppers. La majoria de les cançons del grup són millor conegudes pel seu contingut de sàtira política i crítica social cap al govern mexicà i la societat, motiu pel qual van ser objecte de censura al principi de la seva trajectòria.
El seu èxit els ha portat a recórrer diverses ciutats d'Amèrica i d'Europa. En total, ha venut més de quatre milions de còpies dels seus discos arreu del món. Alguns mitjans la qualifiquen com una de les més irreverents en el seu gènere, encara que de «les millors que existeixen del rock en espanyol contemporani».

## Història

### Inicis (1990-96)
Al començament de 1991, «Micky» Huidobro tocava el baix en La Candelaria, una banda formada en 1991 a la qual després arribarien altres músics com Ismael «Tito» Fuentes, Jay de la Cueva i Iván Jared Moreno «La Quesadillera», amb qui Huidobro formaria Molotov el setembre de 1995, després d'haver guanyat un concurs de bandes realitzat per Coca-Cola. Una vegada format el nou grup, aquests dos últims van deixar la banda entre octubre d'aquest any i febrer de 1996, i van ser substituïts per Randy Ebright i Paco Ayala, respectivament.
Després d'algunes presentacions en algunes discos del Districte Federal, i de ser teloners d'altres bandes com Héroes del Silencio, La Lupita i La Cuca, un executiu d'Universal Music els va oferir un contracte per gravar el seu primer àlbum.

### ¿Dónde jugarán las niñas?y presentaciones internacionales (1997-98)
A començaments de 1997, Molotov va començar a gravar els temes de ¿Dónde jugarán las niñas?, àlbum en la producció del qual haurien de participar Gustavo Santaolalla i Anibal Kerpel, els qui també van intervenir amb la guitarra i percussió, i el teclat respectivament. El llançament del disc es va fer el juliol d'aquest any.
Una vegada que va sortir a la venda l'àlbum, alguns crítics com el portal web Allmusic van comparar Molotov amb altres agrupacions com Beastie Boys i Rage Against the Machine. En el seu ressenya, Stephen Thomas Erlewine va elogiar el so distintiu de l'àlbum, a més de ressaltar la seva portada provocativa. Les seves cançons de crítica social i política del govern mexicà «incendiàries per naturalesa» es van convertir en el tret distintiu de la banda. Alguns dels primers temes d'aquest tipus van ser «Gimme The Power» i «Que no te haga bobo Jacobo». El disc va obtenir una nominació com «Millor àlbum de rock llatí/alternatiu» als premis Grammy Llatí de 1998. Va vendre més de 400 mil còpies a Mèxic entre 1997 i 1998. Fins a l'any 2000, les seves vendes excedien el milió de còpies.
L'èxit de la seva incursió en la indústria, no obstant això, es va veure obstaculitzat al principi per la negativa i censura de diversos establiments comercials per a vendre ¿Dónde jugarán las niñas? primordialment pel seu contingut, a més d'estacions de ràdio que refusaven difondre els seus temes; de manera anecdòtica, aquesta situació va ser similar al que van experimentar en aquesta època altres bandes com Plastilina Mosh, que en algun moment va arribar a opinar favorablement sobre el treball de Molotov. Com a resposta, els integrants de Molotov van haver de sortir a vendre pel seu propi compte el disc als carrers de la seva ciutat natal. Als EUA diverses publicacions van promoure l'àlbum com «un dels millors de 1998», entre elles The New York Times, Chicago Tribune i Newark Star-Ledger. Aviat, Molotov va començar a realitzar presentacions tant en territori estatunidenc (on les vendes van aconseguir la certificació de disc platí), com a Xile, Espanya i Argentina; en aquest últim van participar al Surco Fest Concert l'octubre de 1998. Cal afegir que el disc va ser editat i distribuït també a altres països com Alemanya, Suïssa, Japó, Austràlia i Israel.

### MolomixiApocalypshit(1999-2002)
El novembre de 1998, Molotov va estrenar el compilatori de remescles Molomix. La producció inclou el tema «Rap, Soda y Bohemia», versió de «Bohemian Rhapsody» de Queen. Al mes següent, la banda va ser elogiada en un article publicat en la revista Bass Player, on se'l va considerar com «potser la banda (posseïdora) del baix més intens de tots els temps». Aquest mateix any, Molotov es va presentar a l'escenari amb altres bandes estatunidenques com Deftones, R.E.M. i Metallica.
L'abril del 1999 Mario Caldato Jr, productor de l'àlbum Hello Nasty de Beastie Boys, va produir el següent àlbum de la banda denominat Apocalypshit, en el que novament hi va participar Santaolalla. El disc va sortir a la venda al setembre d'aquest any. John Bush, d' Allmusic, el va catalogar com «una excel·lent aventura a través del grunge metal» Al mes següent, va rebre doble certificació com a disc d'or i de platí per les seves vendes registrades a Mèxic. El seu èxit internacional es va veure reflectit en països com els EUA i Rússia. Va aconseguir la posició 32 en el Top Latin Albums d'aquest any.
Després d'una gira de dos anys en què Molotov va visitar diferents països tant del continent americà com europeu, els seus integrants van decidir prendre un recés en l'enregistrament musical en 2001. Aquest any van participar no obstant això en la interpretació d'alguns temes per a les bandes sonores de les pel·lícules Y tu mamá también i Atlético San Pancho, així com en la d'altres discos tipus homenatge a altres bandes com Los Tigres del Norte i Soda Stereo.

### Dance and Dense DensoiCon todo respeto(2003-05)
Entre gener i abril de 2002 Molotov va tornar als estudis d'enregistrament per a compondre els temes del seu següent àlbum, Dance and Dense Denso. El seu enregistrament va començar al juliol d'aquest any, i va ser produït per Santaolalla i Kerpel. Abans de l'estrena del seu tercer disc, van participar en la primera cerimònia dels premis MTV Llatinoamèrica, de la cadena televisiva MTV. Al febrer de l'any següent, va començar a distribuir-se Dance and Dense Denso; Bush, d' Allmusic, va elogiar el material i va considerar que donada la trajectòria de Molotov aquesta pot ser catalogada com «una de les millors agrupacions de rock en espanyol contemporani». Va obtenir quatre premis en el lliurament dels MTV Llatinoamèrica de 2003: «Vídeo de l'any», pel clip del tema «Frijolero»; «Millor grup o duo», per sobre de Café Tacuba, La Ley, Maná i La Oreja de Van Gogh; «Millor artista alternatiu» i «Millor artista (Mèxic)». En la seva gira per promoure aquest material, Molotov va visitar Alemanya, Suïssa i Espanya, on es van presentar al Festimad. El disc va obtenir una certificació d'or addicional per a la banda en 2004, per les seves vendes registrades a Mèxic.
A l'octubre de 2004 Molotov va posar a la venda un nou àlbum, Con todo respeto, que inclou versions d'alguns temes originalment interpretats per Beastie Boys, Falco i The Misfits, entre altres artistes. Per Alex Henderson, d'Allmusic, «si bé aquest no és el llançament més essencial de Molotov, sí que és part excel·lent i altament recomanable del seu catàleg». Va aconseguir la posició 16 del llistat Rap d'aquest any. A l'any següent, es va posar a la venda una nova edició especial del mateix disc, que va incloure noves versions Igual que en els dos discos anteriors, Amb tot respecte va obtenir una certificació com a disc d'or a Mèxic.

### Eternamientei gira per Europa i els Estats Units (2006-11)
El gener de 2007, Molotov va deixar entreveure la seva desintegració aquest any en un comunicat publicat en el seu lloc web oficial. Segons Ayala i Fuentes, els motius eren problemes econòmics, cansament i diferències creatives. Al setembre d'aquest any va aparèixer el seu nou àlbum, Eternamiente, conformat de quatre EPs gravades per cadascun dels integrants de la banda per separat (Hasta la basura se separa, El Plan de Ayala, San Titolo, Miss Canciones). En aquest material van abastar diferents gèneres, entre els quals van incloure el rap metal, thrash metal i hardcore punk. La gira per a promoure el material a Llatinoamèrica es va dur a terme a manera de «concerts de l'adéu» en al·lusió a la seva eventual separació.
Al febrer de 2008, Huidobro va revelar que Molotov no s'anava a separar i que els rumors havien estat «una broma» per als seus seguidors, ja que en realitat havien decidit produir els quatre EPs per separat perquè «cadascun de la banda li fiqués mà a la seva música i estigués al seu gust». També va compartir que el nom del disc al·ludeix a la mentida que va difondre Molotov sobre la seva suposada desintegració. A principis de l'any següent la banda es va presentar per primera vegada en el Festival de Coachella, als EUA.
En 2011 van dur a terme una extensa gira de dos mesos per Europa denominada Don't You Know We Are Loco? Tour, on van visitar països com Eslovènia, Bulgària, Croàcia, Hongria, França i Anglaterra. La gira va continuar al setembre per diverses ciutats dels EUA; en la seva promoció per aquest país, alguns mitjans els van qualificar com «la banda de rock alternatiu més irreverent de la música llatina», a més de comparar-los amb Red Hot Chili Peppers.

### Desde Rusia con amoriAgua maldita(2011-14)
El maig de 2012 es va posar a la venda Desde Rusia con amor, un àlbum en viu acompanyat d'un DVD en què va incloure diversos dels seus temes més reeixits interpretats durant les seves presentacions a Rússia el 2010, país en el qual han tingut una acceptació sense precedents. La producció va obtenir la certificació de disc d'or a Mèxic. Ayala va comentar sobre aquest tema: «El missatge de les nostres cançons potser també ha ajudat al fet que certs temes semblin música referencial. Sabem que les nostres cançons han estat adoptades en altres països com a himnes en situacions de mobilitat social». L'agrupació va rebre un Grammy Llatí com a «Millor àlbum de rock» per Desde Rusia con amor aquell any.
Aquest mateix any, es va estrenar el documental Gimme The Power, dirigit per Olallo Rubio, que documenta la història de Mèxic en els últims sexennis en què va governar el Partit Revolucionari Institucional, i on apareixen els integrants de Molotov opinant sobre la situació política del país poc abans de les eleccions presidencials de 2012.
El febrer de 2014 Molotov va anunciar el seu següent àlbum, Agua maldita, i llançaren el senzill «Ánimo delincuencia» per promocionar-lo. El disc es va posr a la venda en juny d'aquell any. Per promoure aquest material, van realitzar una gira a Europa i Amèrica a mitjan any. L'àlbum va encapçalar els llistats de vendes digitals a l'agost. Al setembre, es va presentar en la primera edició del Festival Somos América dut a terme a la ciutat de Toluca, Mèxic.

### Tema per la copa del món 2018 de TV Azteca
Per al mundial de Rússia, el grup va ser contractat per la televisora TV Azteca i va presentar el seu vídeo del tema musical "Se vale sobar" (interpretat per la banda amb el comentarista Christian Martinoli), que serà utilitzat com a tema en tots els programes i continguts d'Azteca 7, "El Canal del Mundial" per a l'esdeveniment mundialista.
Tant en el vídeo com la cançó, fan aparició tant als músics integrants de l'agrupació, com als seleccionats nacionals, entre ells "Chicharito" Hernández, Miguel Layún, Andrés Guardado, Héctor Herrera i Oribe Peralta.
També apareixen els comentaristes Cristian Martinoli (que també participa en la cançó), Luis García, Tania Rincón, Jorge Campos, David Medrano, Inés Sainz, Luis Roberto Alves "Zague", Carlos Guerrero, Antonio Rosique, entre d'altres, així com pels comediants Freddy i Germán Ortega, els "Mascabrothers", a més de Facundo i El Capi Perez.

## Integrants
- Tito Fuentes (guitarra, Baix elèctric, bateria i veu) - (1995-present)
- Micky Huidobro (guitarra, Baix elèctric, bateria i veu) - (1995-present)
- Paco Ayala - (Baix elèctric, guitarra, bateria i veu) - (1996-present)
- Randy Ebright - (bateria, guitarra, Baix elèctric i veu) - (1996-present)

### Exintegrants
- Jay de la Cueva (Baix elèctric i veu) - (1995-1996)
- Iván Jared Moreno «La Quesadillera» (bateria) - (1995)

### Integrants de suport en concerts
- Paco Huidobro (guitarra) - (1997-2000) (2004-2006) (2010-present)
- Gerardo Rodríguez (percussió) - (1997-2000)
- Gustavo Santaolalla (guitarra) - (1995-1997)

## Discografia

### Àlbums d'estudi
- 1997: ¿Dónde jugarán las niñas?
- 1999: Apocalypshit
- 2003: Dance and dense denso
- 2004: Con todo respeto
- 2007: Eternamiente
- 2014: Agua maldita

### Àlbums en viu
- 2012: Desde Rusia con amor
- 2018: MTV Unplugged: El Desconecte
- 2019: ¿Dónde Jugarán Lxs Niñxs? (Desde El Palacio De Los Deportes)

### Àlbums remixes
- 1998: Molomix

## Premis i nominacions
Premis Grammy
| Any  | Categoria                             | Treball nominat           | Resultat |
| ---- | ------------------------------------- | ------------------------- | -------- |
| 1998 | Millor àlbum de rock llatí/alternatiu | ¿Dónde jugarán las niñas? | Nominat  |
| 2004 | Millor àlbum de rock llatí/alternatiu | Dance and Dense Denso     | Nominat  |
| 2006 | Millor àlbum de rock llatí/alternatiu | Con todo respeto          | Nominat  |
| 2015 | Millor àlbum de rock llatí/alternatiu | Agua maldita              | Nominat  |

Premis Grammy Llatins
| Any  | Categoria                          | Treball Nominat           | Resultat  |
| ---- | ---------------------------------- | ------------------------- | --------- |
| 2003 | Gravació de l'any                  | Frijolero                 | Nominat   |
| 2003 | Millor cançó de rock               | Frijolero                 | Nominat   |
| 2003 | Millor vídeo musical               | Frijolero                 | Guanyador |
| 2003 | Millor àlbum vocal rock duo o grup | Dance and Dense Denso     | Nominat   |
| 2004 | Millor cançó rock                  | Here We Kum               | Nominat   |
| 2004 | Millor cançó rock                  | Hit Me                    | Nominat   |
| 2004 | Millor video musical               | Hit Me                    | Nominat   |
| 2005 | Millor àlbum vocal rock dúo o grup | Con todo respeto          | Guanyador |
| 2005 | Millor video musical               | Amateur (Rock Me Amadeus) | Nominat   |
| 2008 | Millor àlbum vocal rock dúo o grup | Eternamiente              | Guanyador |
| 2008 | Millor cançó rock                  | Yofo                      | Nominat   |
| 2008 | Millor vídeo musical versió curta  | Yofo                      | Nominat   |
| 2012 | Millor àlbum vocal rock duo o grup | Desde Rusia con Amor      | Guanyador |
| 2014 | Millor àlbum vocal rock duo o grup | Agua maldita              | Guanyador |

1. ↑  Compartit amb Jason Archer i Paul Beck (directors) i Kathee Schneider (productor).
2. ↑  Compartit amb Jason Archer i Paul Beck (directores) i Kathee Schneider (productor).
3. ↑  Compartit amb Rogelio Sikander (director) i The Maestros (productor).
4. ↑  Compartit amb Rita Marimen (directora) i Andrés Martínez (productor).

 MTV Video Music Awards 
| Any  | Categoria                                                    | Treball Nominat            | Resultat  |
| ---- | ------------------------------------------------------------ | -------------------------- | --------- |
| 1998 | International Viewer's Choice Awards - Llatinoamèrica (Nord) | Gimme Tha Power            | Guanyador |
| 1998 | International Viewer's Choice Awards - Llatinoamèrica (Sur)  | Gimme Tha Power            | Guanyador |
| 1999 | International Viewer's Choice Awards - Llatinoamèrica (Nord) | El Carnal de las estrellas | Nominat   |
| 1999 | International Viewer's Choice Awards - Llatinoamèrica (Sur)  | El Carnal de las estrellas | Nominat   |

MTV Video Music Awards Llatinoamèrica 
| Any  | Categoria                 | Treball Nominat           | Resultat  |
| ---- | ------------------------- | ------------------------- | --------- |
| 2003 | Vídeo de l'any            | Frijolero                 | Guanyador |
| 2003 | Artista de l'any          | Molotov                   | Nominat   |
| 2003 | Millor Grup o Duo         | Molotov                   | Guanyador |
| 2003 | Millor Artista alternatiu | Molotov                   | Guanyador |
| 2003 | Millor Artista de Mèxic   | Molotov                   | Guanyador |
| 2004 | Video de l'any            | Hit Me                    | Nominat   |
| 2005 | Video de l'any            | Amateur (Rock Me Amadeus) | Nominat   |
| 2005 | Millor Grupo o Duo        | Molotov                   | Nominat   |
| 2005 | Millor Artista alternatiu | Molotov                   | Nominat   |
| 2005 | Millor Artista — Nord     | Molotov                   | Nominat   |
| 2008 | Millor Artista alternatiu | Molotov                   | Nominat   |